# Districtul Boriziny-Vaovao
Districtul Boriziny-Vaovao este un district din regiunea Sofia în Madagascar. Capitala districtului Boriziny-Vaovao este orașul Boriziny, numit anterior Port-Bergé. Râul Sofia se varsă în mare în acest district.

## Comune
Districtul este împărțit în 15 comune:
- Ambanjabe
- Ambodimahabibo
- Ambodisakoana
- Ambodivongo
- Amparihy
- Andranomeva
- Boriziny (Port-Bergé)
- Boriziny II
- Leanja
- Maevaranohely
- Marovato
- Tsarahasina
- Tsaratanana
- Tsiningia
- Tsinjomitondraka